# Hofkirchen bei Hartberg
Hofkirchen bei Hartberg è una frazione di 639 abitanti del comune austriaco di Kaindorf, nel distretto di Hartberg-Fürstenfeld (Stiria). Già comune autonomo, il 1º gennaio 2015 è stato aggregato a Kaindorf assieme all'altro comune soppresso di Dienersdorf.